# Karl Schröder (Heimatforscher)
Karl Schröder (* 9. März 1935; † 9. August 2015) war ein deutscher Heimatforscher und Studiendirektor.

## Werdegang
Schröder wurde in den 1980er Jahren Mitglied im Heimatverein Eitorf, einer Gemeinde im Rhein-Sieg-Kreis in Nordrhein-Westfalen, und arbeitete zehn Jahre im Vorstand des Vereins mit. Von 1999 bis 2007 war er Archivar der Gemeinde Ruppichteroth und baute das Gemeindearchiv auf.
Seit 1966 veröffentlichte er Bücher und Beiträge in den Heimatblättern, in denen er sich der Geschichte seiner Heimat widmete.

## Ehrungen
- 2011: Rheinlandtaler
- 2013: Verdienstkreuz am Bande der Bundesrepublik Deutschland

## Werke
- Geschichts- und Altertumsverein für Siegburg und den Rhein-Sieg-Kreis e. V. (Hrsg.): Die Juden in den Gemeinden Eitorf und Ruppichteroth. Siegburg 1974.
- Heimatverein Eitorf (Hrsg.): Zwischen Französischer Revolution und Preussens Gloria. Eitorf 1989.
- Die medizinische Topographie von Dr. Anton Lohmann. Rheinlandia-Verlag, Siegburg 1997 (mit Gert Fischer und Herbert Spicker).
- Eitorf unter den Preußen: 1815–1918. Verlag Franz Schmitt, Siegburg 2002, ISBN 3-87710-321-9.
- Gemeinde Ruppichteroth (Hrsg.): 100 Jahre Rathaus in Schönenberg – Die Zivilgemeinde Ruppichteroth 1808–2006. Ruppichteroth 2006, ISBN 3-87710-329-4.
- Bürgerverein Ruppichteroth (Hrsg.): Aufstieg und Fall des Robert Ley. Verlag Franz Schmitt, Siegburg 2008, ISBN 978-3-87710-342-5.